# 博爾希夫 (拉多梅什利區)
50°31′0″N 29°6′24″E / 50.51667°N 29.10667°E
博爾希夫（烏克蘭語：Борщів）是位於烏克蘭北部日托米爾州裏日托米爾區的村莊，始建於1606年，面積33.47平方公里，海拔高度173米，2001年人口918。